# Лопатин, Денис Алексеевич
Денис Алексеевич Лопатин (7 мая 1979, Москва) — российский футболист, защитник, тренер.

## Биография
В качестве игрока провёл четыре сезона в профессиональных соревнованиях — в 1997—1998 годах играл в третьей и второй лигах за московский «Спортакадемклуб», а в 1999—2000 годах выступал во второй лиге за «Титан», представлявший Железнодорожный и Реутов. Всего в первенствах России сыграл 97 матчей. Затем несколько лет играл в любительских соревнованиях за подмосковные клубы «Истра» и «Зоркий» (Красногорск).
В «Зорком» с 2006 года работал тренером по футболу и мини-футболу. В сезоне 2011/12 был главным тренером женской команды «Зоркий», выступавшей в высшей лиге и завоевавшей серебряные награды чемпионата. С 2014 года снова работал в штабе мужской команды «Зоркого» с дублирующим и основным составом. В феврале 2020 года исполнял обязанности главного тренера клуба, а после назначения на тренерский пост Алексея Медведева стал его ассистентом. После того, как был расформирован состав клуба ПФЛ, стал главным тренером команды, участвующей в первенстве ЛФК.
17 августа 2022 года, после поражения «Зоркого» в первом раунде Кубка России 2022/23 от медиаклуба «Амкал», подал в отставку.
Одновременно с середины 2010-х годов работает председателем комитета по физической культуре и спорту городского округа Красногорск.